# عبد الرحمن بن حمد آل ثاني
الشيخ عبد الرحمن بن حمد بن جاسم بن حمد بن عبدالله بن جاسم بن محمد بن ثاني  آل ثاني هو وزير الثقافة القطري  يشغل منصب الرئيس التنفيذي للمؤسسة القطرية للإعلام وهو أبن الشيخ حمد بن جاسم آل ثاني 